# أندرياس ماتي
أندرياس ماتي هو ممثل سويسري، ولد في 21 ديسمبر 1959 في سويسرا.

## وصلات خارجية
- أندرياس ماتي على موقع IMDb (الإنجليزية)
- أندرياس ماتي على موقع ألو سيني (الفرنسية)
- أندرياس ماتي على موقع قاعدة بيانات الفيلم (الإنجليزية)
- أندرياس ماتي على موقع كينوبويسك (الروسية)